# Madonna cygańska
Madonna cygańska – obraz renesansowego włoskiego malarza Tycjana.
Obraz świętej jest jednym z pierwszych płócien dotykających tematyki religijnej a dokładniej podobizn Madonn. Obraz ma wyraźne ślady twórczości Belliniego z okresu quattrocenta i jego portretów. Nowością wprowadzona przez Tycjana jest natomiast symetria obrazu, gdzie Madonna przedstawiona jest z prawej strony na tle kotary a z lewej strony widoczny jest, mający cechy lirycznego malarstwa Giorgiona, krajobraz. Postać Marii jest silnie zaznaczona, jej twarz ma wyraźny delikatny owal zaznaczony ciemnymi włosami i oczami. W rysach Madonny widoczny jest, znany z późniejszych obrazów, specyficzny styl Tycjana, choć widoczne barwy są jeszcze wyraźnie oddzielone.      